# Khổng Thị Hằng
Khổng Thị Hằng, née le 10 octobre 1993 à Vĩnh Yên, est une footballeuse internationale vietnamienne qui joue au poste de gardienne de but au Than Khoáng Sản (en) et pour l'équipe nationale féminine du Viêt Nam,,.